# North East Derbyshire
North East Derbyshire este un district ne-metropolitan situat în Regatul Unit, în comitatul Derbyshire din regiunea East Midlands, Anglia. Reședința districtului este în orașul Chesterfield care nu face parte din district dar este înconjurat de la nord la sud pe latura vestică de acesta.

## Orașe din cadrul districtului
- Dronfield

## Vedeți și
- Listă de orașe din Regatul Unit